# Чикаго Булс
„Чикаго Булс“ (на английски: Chicago Bulls) е баскетболен отбор от Националната баскетболна асоциация на Америка NBA от Чикаго, щата Илинойс. Играят в Централната дивизия на Източната конференция.

## История
Отборът е основан през 1966 г. със същото име. Създател на „Чигаго Булс“ е Дик Клейн. Той е първият собственик на отбора.
Прякор на играчите от отбора е „биковете“. Името трябвало да подчертава сила и мощ и да е свързано с традицията в месопреработването на Чикаго. Освен това Чикаго Амфитаетър (първата зала на Биковете) е в близост до прочутите кланици в Чикаго. Градът, по принцип, е световна столица на месото. В началото Клейн е мислил да постави име като Матадори или Тореадори, но е установил, че освен Монреал Канадиънс (NHL) няма друг отбор, който да е имал успех, при положение, че името му е от три срички. Затова, от едно подхвърляне на малкия му син Марк, той избира името Булс (Bulls – Биковете). От самото си създаване Чикаго Булс не е сменял логото си.
До 1994 отборът играе в Чикаго Амфитеатър (известна и като "The Madhouse On Madison"), а оттогава се подвизават при домакинствата си в зала United Center. Първият им официален сезон е още същата година, през която е сформиран отбора – 1966 – 67. Чикаго Булс са шампиони на NBA 6 пъти (1990 – 91, 1991 – 92, 1992 – 93, 1995 – 96, 1996 – 97, 1997 – 98). Всичките успехи на отбора от този период са свързани с имената на Майкъл Джордан, Скоти Пипън, Денис Родман и треньора Фил Джаксън. Нямат други финали на Асоциацията. Това ги прави един от малкото отбори, които са успели да спечелят всички финали на NBA, на които са се явявали. Чикаго е играл на общо 10 финала на Конференцията. 7 пъти е шампион на Дивизията си. Имат 27 участия в плейофите.
За дебют на Чикаго се води първия им мач в НБА на 15 октомври 1966 година. Оттогава те са се превърнали в един от най-известните и обичани отбори в Баскетболната асоциация. Финалната им серия с Юта Джаз през сезон 1998, спечелена от Биковете с 4 – 2, остава към днешна дата най-гледаната финална серия в историята на НБА.
Биковете печелят първата си титла на Дивизията през 1975 г. Преломният момент в историята им е 1984 година. Тогава Чикаго успяват да превлекат на Драфта нападащия гард Майкъл Джордан от Университета в Северна Каролина. С времето Джордан се утвърждава в тима и собственикът Jerry Reinsdorf решава да изгради отбора около него. Резултатите не закъсняват и Чикаго Булс се превръщат в хегемон на NBA през 90-те. Оттогава е и рекордът за най-добър баланс за сезона на отбор от Асоциацията. През сезон 1995 – 96 Чикаго постигат 72 победи и 10 загуби, което им определя заслужено място в историята. Няма друг отбор, който да се постигал повече от 70 победи в рамките само на един сезон.
Мача на звездите се е провеждал в залата на Чикаго два пъти – 1973 и 1988. Днес лидер на отбора е разиграващия гард Дерик Роуз, с чиято помощ през 2011 Булс минават границата от 60 победи в редовния сезон и печелят титлата в Централната дивизия за първи път от 1998.

## Статистика
- Сезон 1966 – 67 – 33 победи и 48 загуби
- Сезон 1967 – 68 – 29 победи и 53 загуби
- Сезон 1968 – 69 – 33 победи и 49 загуби
- Сезон 1969 – 70 – 39 победи и 43 загуби
- Сезон 1970 – 71 – 51 победи и 31 загуби
- Сезон 1971 – 72 – 57 победи и 25 загуби
- Сезон 1972 – 73 – 51 победи и 31 загуби
- Сезон 1973 – 74 – 54 победи и 28 загуби
- Сезон 1974 – 75 – 47 победи и 35 загуби
- Сезон 1975 – 76 – 24 победи и 58 загуби
- Сезон 1976 – 77 – 44 победи и 38 загуби
- Сезон 1977 – 78 – 40 победи и 42 загуби
- Сезон 1978 – 79 – 31 победи и 51 загуби
- Сезон 1979 – 80 – 30 победи и 52 загуби
- Сезон 1980 – 81 – 45 победи и 37 загуби
- Сезон 1981 – 82 – 34 победи и 48 загуби
- Сезон 1982 – 83 – 28 победи и 54 загуби
- Сезон 1983 – 84 – 27 победи и 55 загуби
- Сезон 1984 – 85 – 38 победи и 44 загуби
- Сезон 1985 – 86 – 30 победи и 52 загуби
- Сезон 1986 – 87 – 40 победи и 42 загуби
- Сезон 1987 – 88 – 50 победи и 32 загуби
- Сезон 1988 – 89 – 47 победи и 35 загуби
- Сезон 1989 – 90 – 55 победи и 27 загуби
- Сезон 1990 – 91 – 61 победи и 21 загуби
- Сезон 1991 – 92 – 67 победи и 15 загуби
- Сезон 1992 – 93 – 57 победи и 25 загуби
- Сезон 1993 – 94 – 55 победи и 27 загуби
- Сезон 1994 – 95 – 47 победи и 35 загуби
- Сезон 1995 – 96 – 72 победи и 10 загуби
- Сезон 1996 – 97 – 69 победи и 13 загуби
- Сезон 1997 – 98 – 62 победи и 20 загуби
- Сезон 1998 – 99 – 13 победи и 37 загуби
- Сезон 1999 – 00 – 17 победи и 65 загуби
- Сезон 2000 – 01 – 15 победи и 67 загуби
- Сезон 2001 – 02 – 21 победи и 61 загуби
- Сезон 2002 – 03 – 30 победи и 52 загуби
- Сезон 2003 – 04 – 23 победи и 59 загуби
- Сезон 2004 – 05 – 47 победи и 35 загуби
- Сезон 2005 – 06 – 41 победи и 41 загуби
- Сезон 2006 – 07 – 49 победи и 33 загуби
- Сезон 2007 – 08 – 33 победи и 49 загуби
- Сезон 2008 – 09 – 41 победи и 41 загуби
- Сезон 2009 – 10 – 41 победи и 41 загуби
- Сезон 2010 – 11 – 62 победи и 20 загуби
- Сезон 2011 –  12 – 50 победи и 16 загуби
- Сезон 2012– 13– 45 победи и 37 загуби
- Сезон 2013– 14– 48 победи и 34 загуби
- Сезон 2014– 15– 50 победи и 32 загуби
- Сезон 2015– 16– 42 победи и 40 загуби
- Сезон 2016– 17– 41 победи и 41 загуби
- Сезон 2017– 18– 27 победи и 55 загуби
- Сезон 2018– 19– 22 победи и 60 загуби
- Сезон 2019– 20– 22 победи и 43 загуби
- Сезон 2020– 21– 31 победи и 21 загуби
- Сезон 2021– 22– 46 победи и 36 загуби
- Сезон 2022– 23– 40 победи и 42 загуби
- Сезон 2023– 24– 39 победи и 43 загуби

Най-силен сезон – 1995 – 96 (72 победи и 10 загуби)
Най-слаб сезон – 2000 – 01 (15 победи и 67 загуби)